# Seznam českých spisovatelů historických románů
V seznamu jsou uvedeni spisovatelé, u nichž historické romány představují významnější část jejich tvorby a nebo napsali historických románů více. 
- Jan Bauer (1945-) - též pod pseudonymem Anna Březinová
- Anna Bauerová (1929-)
- Václav Beneš Třebízský (1849-1884)
- Zora Beráková (1921-)
- Zdeňka Bezděková (1907-1999)
- Jiří Bílek (1948-)
- Nina Bonhardová (1907-1981)
- Oldřiška Ciprová (1979-)
- František Josef Čečetka (1871-1942)
- Jaroslava Černá (1959-)
- Stanislav Češka (1955-)
- Bohumír Četyna (1906-1974)
- Oldřich Daněk (1927-2000)
- Melita Denková (1951-)
- Jiří Dobrylovský (1961-)
- Richard Dostál
- Jaroslav Durych (1886-1962)
- Otomar Dvořák (1951-)
- Václav Erben (1930-2003)
- Jiří Hanibal (1929-)
- Naďa Horáková (1962-)
- Pavel Hrdlička (1942-)
- Prokop Chocholoušek (1819-1864)
- Jana Janusová (1941-1998)
- Čestmír Jeřábek (1893-1981)
- Jaromír Jindra (1949-)
- Alois Jirásek (1851-1930)
- František Kalenda (1990-)
- Václav Kaplický (1895-1982)
- Josef František Karas (1876-1931)
- Luboš Y. Koláček (1960-)
- Vladimír Körner (1939-)
- Hana Marie Körnerová (1954-)
- Zuzana Koubková (1973-)
- František S. Kovář (1907-1981)
- František Kožík (1909-1997)
- Čeněk Kramoliš (1862-1949)
- Miloš Václav Kratochvíl (1904-1988)
- František Křelina (1903-1976)
- Václav Křístek (1954-)
- František Kubka (1894-1969)
- Jiří Svetozar Kupka (1921-2017)
- Jarmila Loukotková (1923-2007)
- Jiří Mařánek (1891-1959)
- Leontina Mašínová (1882-1975)
- Vladimír Müller (1904-1977)
- Vladimír Neff (1909-1983)
- Martin Nesměrák (1958-)
- František Neužil (1907-1995)
- František Niedl (1949-)
- Martina Novotná (1983-)
- Ondřej Pivoda (1987-)
- Alexej Pludek (1923-2002)
- Sofie Podlipská (1833-1897)
- Antonín Polách (1959-)
- Zdeněk Pošíval (1937-)
- Vladimír Přibský (1932-)
- Eva Rolečková (1951-)
- Bohumil Říha (1907-1987)
- Karel Sellner (1873-1955)
- Soňa Sirotková (1969-)
- Jindřich Spáčil (1899-1978)
- Josef Svátek (1835-1897)
- Jana Svobodová (1951-)
- Radovan Šimáček (1908-1982)
- Václav Šlosar-Doubravský (1873-1953)
- Jiří Šotola (1924-1989)
- Ivana Špičková (1968-)
- Karel Štorkán (1923-2007)
- Josef Toman (1899-1977)
- Ludmila Vaňková (1927-2022)
- Vlastimil Vondruška (1955-)
- Alena Vrbová (1919-2004)
- Hana Whitton (1950-)
- Zikmund Winter (1846-1912)
- Jan Žáček (1932-2008)